# Contea di Pubei
La contea di Pubei (浦北县S, Pǔběi XiànP) è una contea della Cina, situata nella regione autonoma di Guangxi e amministrata dalla prefettura di Qinzhou.